# Hypogastrura chouardi
Hypogastrura chouardi är en urinsektsart som beskrevs av Cassagnau 1959. Hypogastrura chouardi ingår i släktet Hypogastrura och familjen Hypogastruridae. Inga underarter finns listade i Catalogue of Life.